# Тренча Цветковић (лекар)
Др Тренча Стојановић (1929-2011) био је српски лекар, рендгенолог. 

## Биографија
Средином 1965, године др Добривоје Ђорђевић одлази у Београд, а за шефа кабинета постављен је др Тренча Цветковић, који ради са екипом рендгенолога др Жарком Мичићем, др Божидаром Стоиљковићем и др Најданом Вучковићем. 
	Др Тренча Цветковић је рођен у Лесковцу 1929. године. Основну школу и гимназију је завршио у Лесковцу, а Медицински факултет уписао у Сарајеву, а завршио у Београду 1957. године. Почео је као лекар опште праксе у Здрвственој станици број 1. По завршеној специјализацији из рендгенологије радио је у болници Медицинског центра у Лесковцу као рендгенолог а по одласку др Ђордевића је начелник службе. Лекар који је много учинио у организовању и опремању Рендгенолошке службе. Поред свакодневних послова које је обављао, радио је и на личном стручном образовању и усавршавању. Објавио је преко 20 стручних радова на симпозијумима, секцијама и конгресима у земљи и иностранству.